# Shafiek Goelaman
Shafiek Goelaman is een Surinaams zangvogelsporter en bestuurder. Sinds 2020 is hij districtscommissaris van Wanica-Zuidoost.

## Biografie
Shafiek Goelaman bouwde sinds circa 1993 bestuurlijke ervaring op. Hij werd op 25 augustus 2020 geïnstalleerd als districtscommissaris (dc) van Wanica-Zuidoost.
Hij is actief in de vogelsport en rond 2018 secretaris van de Surinaamse Zangvogel Bond (SZB). De zangvogelsport deelt hij met collega-dc Mohamedsafiek Radjab van Commewijne. In november 2020 gingen ze een gemeenschappelijke wedstrijd aan die Goelaman ruimschoots won.
Eind oktober 2020 werd hij benoemd tot deken van de districtscommissarissen, waarmee hij Margaretha Malontie opvolgde. In dit hoofdambt pleitte hij voor een betere vergoeding voor de dc's, omdat de functie tal van risico's met zich mee brengt en dc's in het algemeen veel bestuurlijke ervaring meebrengen.